# Faded
«Faded» — песня норвежского диджея и продюсера Алана Уокера. Релиз песни должен был состояться 25 ноября 2015 года, но был отложен и выпущен 3 декабря 2015 года из-за авиакатастрофы в Египте в результате теракта и терактов в Париже. Трек был очень успешен, заняв первое место в чартах более чем 10 стран и войдя в топ-10 более тридцати различных чартов.
Первое живое исполнение «Faded» Алана Уокера и норвежской вокалистки Изелин Солхейм состоялось 27 февраля 2016 года на Всемирных экстремальных играх. Выступление транслировалось в эфире норвежского телевидения (в российском эфире выступление было показано на МУЗ-ТВ).

## История
Прогрессив-хаус трек «Faded» — это обновлённая версия электро-хаус композиции Уокера «Fade», которая была выпущена в 2014 году лейблом NoCopyrightSounds.
По словам Алана при создании «Fade» он был вдохновлен звучанием трека Ahrix «Nova» 2013 года.

«Мелодии и манера развития трека были настолько уникальны, что вдохновили меня на создание трека „Fade“, который позднее стал „Faded“».
Оригинальный текст (англ.)The melodies and the way the track progresses are what’s so unique and its what inspired me to create Fade which later on became Faded.

Хотя структура и мелодия практически идентичны «Fade», «Faded» отличается своим фортепианным вступлением и вокалом Изелин Солхейм, а также более качественной работой со звуком.
Оригинальным исполнителем вокала является Изелин Солхейм, однако во время живых выступлений вокальную партию исполняли Ингрид Хелен Хавик, Туве Стюрке, Александра Ротан, Торин Мишель, Анджелина Джордан и Сара Ларссон.

## Музыкальное видео
Релиз клипа состоялся 3 декабря 2015 года. По состоянию на июль 2025 года года клип на YouTube посмотрели более 3,8 млрд раз.
Роль протагониста в клипе исполнил актёр Шахаб Салехи. Съёмки проходили на карьере Румму, Горхолле, Вазалемма (волость) и Палдиски в Эстонии. Развалины в последних кадрах клипа были сняты близ деревни Лаокюла в Кейла (59°19′38″ с. ш. 24°06′14″ в. д.). Режиссёрами выступили Риккард и Тобиас Хаггбом, Риккард также был оператором.
В клипе показан молодой человек в маске и одежде схожей с одеждой Чёрного блока, рюкзаком и фотографией его дома в руке. Он бродит по заброшенным районам, включая промышленные разрушенные здания и сооружения. Руководствуясь фотографией, он наконец находит свой дом, но он разрушен. Смотря на дом, он снимает маску, и экран постепенно темнеет.

## Faded (Restrung)
11 февраля 2016 года Алан Уокер опубликовал акустическую версию «Faded» под названием «Faded (Restrung)». Музыкальный ряд исполняется только на пианино и струнных инструментах. Журналу The FADER он так прокомментировал то, что он решил записать альтернативную версию песни:

«… хотелось выделить другие аспекты песни, представить песню другой аудитории, которая может оценить голос Изелин Солхейм и мелодию, но не слушает электронную музыку».
Оригинальный текст (англ.)...to highlight other aspects of the song; to present it to another audience who may like Iselin [Solheim]'s voice and the melodies, but can't stand the electronic parts of it.

В музыкальном клипе «Restrung» снялись Уокер, Изелин Солхейм и струнный ансамбль из 11 человек, выступающих в зале демонтированного R1, первого в Швеции ядерного реактора. Все актеры одеты в фирменные толстовки, на которых изображен логотип Алана Уокера, состоящий из его стилизованных инициалов. Реакторный зал R1 расположен под землей в Королевском технологическом институте Швеции в Стокгольме.
Съемкой клипа занимался та же команда, что и в первом клипе — Брор Брор был продюсером, Риккард и Тобиас Хэггбом в роли режиссёров, а Шахаб Салехи участвовал в качестве ассистента режиссёра. Атмосфера очень похожа на атмосферу «Faded», согласно словам Алана в видео Behind The Scenes, «Restrung» был снят как продолжение к оригинальному клипу «Faded».
В телевизионном оформлении песня звучала в одной из межпрограммных заставок российского телеканала СТС Love в 2016-2017 годах вперемежку с обычным биением сердца. Также песня будет использована в предстоящем фильме "Русалочка".

## Список композиций
| №  | Название               | Длительность |
| -- | ---------------------- | ------------ |
| 1. | «Faded»                | 3:32         |
| 2. | «Faded» (Instrumental) | 3:35         |

| №  | Название           | Длительность |
| -- | ------------------ | ------------ |
| 1. | «Faded» (Restrung) | 3:37         |

| №  | Название                                 | Длительность |
| -- | ---------------------------------------- | ------------ |
| 1. | «Faded» (Tiesto's Deep House Remix)      | 4:29         |
| 2. | «Faded» (Dash Berlin Remix)              | 3:35         |
| 3. | «Faded» (Tungevaag & Raaban Remix)       | 4:11         |
| 4. | «Faded» (Y&V Remix)                      | 4:33         |
| 5. | «Faded» (Tiesto's Northern Lights Remix) | 4:10         |
| 6. | «Faded» (Luke Christopher Remix)         | 3:26         |

| №  | Название                    | Длительность |
| -- | --------------------------- | ------------ |
| 1. | «Faded» (Slushii Remix)     | 3:31         |
| 2. | «Faded» (Young Bombs Remix) | 3:22         |

| №  | Название                                 | Длительность |
| -- | ---------------------------------------- | ------------ |
| 1. | «Faded» (Tiesto's Deep House Remix)      | 4:29         |
| 2. | «Faded» (Slushii Remix)                  | 3:31         |
| 3. | «Faded» (Young Bombs Remix)              | 3:23         |
| 4. | «Faded» (Dash Berlin Remix)              | 3:35         |
| 5. | «Faded» (Tungevaag & Raaban Remix)       | 4:11         |
| 6. | «Faded» (Y&V Remix)                      | 4:33         |
| 7. | «Faded» (Tiesto's Northern Lights Remix) | 4:10         |
| 8. | «Faded» (Luke Christopher Remix)         | 3:26         |

| №  | Название                | Длительность |
| -- | ----------------------- | ------------ |
| 1. | «Faded»                 | 3:32         |
| 2. | «Faded» (Instrumental)  | 3:34         |
| 3. | «Faded» (Restrung)      | 3:37         |
| 4. | «Faded» (Piano Version) | 3:35         |

| №  | Название                     | Длительность |
| -- | ---------------------------- | ------------ |
| 1. | «Faded» (Lost Stories Remix) | 3:31         |

| №  | Название               | Длительность |
| -- | ---------------------- | ------------ |
| 1. | «Faded» (Sanhi. Remix) | 3:55         |

| №  | Название                                 | Длительность |
| -- | ---------------------------------------- | ------------ |
| 1. | «Faded»                                  | 3:32         |
| 2. | «Faded» (Instrumental)                   | 3:34         |
| 3. | «Faded» (Restrung)                       | 3:37         |
| 4. | «Faded» (Tiësto's Deep House Remix)      | 4:28         |
| 5. | «Faded» (Tiёsto's Northern Lights Remix) | 4:10         |

| №  | Название               | Длительность |
| -- | ---------------------- | ------------ |
| 1. | «Faded»                | 3:32         |
| 2. | «Faded» (Instrumental) | 3:36         |
| 3. | «Faded» (Restrung)     | 3:37         |

## Чарты
| Чарт (2015—16)                             | Наивысшая позиция |
| ------------------------------------------ | ----------------- |
| (Monitor Latino)                           | 11                |
| Австралия (ARIA)                           | 2                 |
| Австрия (Ö3 Austria Top 40)                | 1                 |
| Бельгия/Фландрия (Ultratop 50)             | 2                 |
| Бельгия/Валлония (Ultratop 50)             | 1                 |
| Канада (Billboard Canadian Hot 100)        | 32                |
| СНГ (TopHit)                               | 1                 |
| Чехия (Singles Digitál Top 100)            | 1                 |
| Дания (Tracklisten)                        | 3                 |
| Финляндия (Suomen virallinen lista)        | 1                 |
| Франция (SNEP)                             | 1                 |
| (Official German Charts)                   | 1                 |
| (Monitor Latino)                           | 11                |
| Greece Digital Songs (Billboard)           | 2                 |
| Венгрия (Single Top 40)                    | 1                 |
| Ирландия (IRMA)                            | 6                 |
| Израиль (Media Forest)                     | 8                 |
| Италия (FIMI)                              | 1                 |
| Latvijas Top 40                            | 1                 |
| Lebanese Top 20                            | 3                 |
| Нидерланды (Single Top 100)                | 2                 |
| Новая Зеландия (Recorded Music NZ)         | 2                 |
| Норвегия (VG-lista)                        | 1                 |
| Польша (Polish Airplay Top 100)            | 1                 |
| Video Chart                                | 1                 |
| Portugal Digital Songs (Billboard)         | 1                 |
| Media Forest                               | 7                 |
| Россия (TopHit 100)                        | 1                 |
| Словакия (Singles Digitál Top 100)         | 1                 |
| ЮАР (EMA)                                  | 3                 |
| Испания (PROMUSICAE)                       | 1                 |
| Швеция (Sverigetopplistan)                 | 1                 |
| Швейцария (Schweizer Hitparade)            | 1                 |
| Великобритания (OCC UK Singles)            | 7                 |
| Великобритания (OCC UK Dance)              | 2                 |
| США (Billboard Hot 100)                    | 80                |
| США (Billboard Hot Dance/Electronic Songs) | 7                 |
| США (Billboard Dance Club Songs)           | 4                 |

| Чарт (2016)                          | Позиция |
| ------------------------------------ | ------- |
| Argentina (Monitor Latino)           | 22      |
| Australia (ARIA)                     | 17      |
| Austria (Ö3 Austria Top 40)          | 1       |
| Belgium (Ultratop Flanders)          | 5       |
| Belgium (Ultratop Wallonia)          | 5       |
| Canada (Canadian Hot 100)            | 57      |
| Denmark (Tracklisten)                | 5       |
| France                               | 8       |
| Germany (Official German Charts)     | 1       |
| Hungary (MAHASZ)                     | 3       |
| Israel (Media Forest)                | 16      |
| Italy (FIMI)                         | 2       |
| Netherlands (Single Top 100)         | 4       |
| New Zealand (Recorded Music NZ)      | 17      |
| Poland (ZPAV)                        | 15      |
| Russia (Tophit)                      | 3       |
| Slovenia (SloTop50)                  | 23      |
| Spain (PROMUSICAE)                   | 8       |
| Switzerland (Schweizer Hitparade)    | 1       |
| Sweden (Sverigetopplistan)           | 1       |
| Ukraine (Tophit)                     | 3       |
| UK Singles (Official Charts Company) | 28      |
| US Dance/Electronic Songs            | 16      |

## Сертификации и продажи
| Регион | Сертификация                        | Продажи    |
| --- | ----------------------------------- | ---------- |
| Аргентина (CAPIF) | Платиновый                          | 20 000*    |
| Австралия (ARIA) | 7× Платиновый                       | 490 000    |
| Австрия (IFPI Austria) | 3× Платиновый                       | 90 000     |
| Бельгия (BEA) | 2× Платиновый                       | 40 000     |
| Канада (Music Canada) | 8× Платиновый                       | 640 000    |
| Дания (IFPI Danmark) | 4× Платиновый                       | 360 000    |
| Франция (SNEP) | Золотой                             | 66 666     |
| Германия (BVMI) | 7× Золотой                          | 1 400 000  |
| Италия (FIMI) | 9× Платиновый                       | 450 000    |
| Мексика (AMPROFON) | Бриллиантовый+4× Платиновый+Золотой | 570 000    |
| Нидерланды (NVPI) | Платиновый                          | 40 000     |
| Новая Зеландия (RMNZ) | 2× Платиновый                       | 30 000*    |
| Норвегия (IFPI Norway) | 11× Платиновый                      | 440 000    |
| Польша (ZPAV) | 2× Бриллиантовый                    | 200 000    |
| Португалия (AFP) | 2× Платиновый                       | 40 000     |
| Испания (PROMUSICAE) | 4× Платиновый                       | 160 000    |
| Швеция (GLF) | 13× Платиновый                      | 520 000    |
| Швейцария (IFPI Switzerland) | 5× Платиновый                       | 150 000    |
| Великобритания (BPI) | 3× Платиновый                       | 1 800 000  |
| США (RIAA) | 3× Платиновый                       | 3 000 000  |
| Стриминг |                                     |            |
| Япония (RIAJ) | Серебряный                          | 30 000 000 |
| * Данные о продажах приведены только на основе сертификации. · Данные о продажах + прослушиваниях приведены только на основе сертификации. · Данные только о прослушиваниях приведены на основе сертификации. |                                     |            |